# Jardín Botánico Canario Viera y Clavijo
Jardín Botánico Canario Viera y Clavijo – ogród botaniczny w miejscowości Tafira Alta na wyspie Gran Canaria, położony ok. 7 km na południowy zachód od Las Palmas de Gran Canaria.
Ogród został założony z inicjatywy botanika Erika Ragnara Svenssona (1910–1973), który w jednym miejscu chciał zaprezentować bogactwo flory Wysp Kanaryjskich. Tworzenie ogrodu rozpoczęto w 1952, a jego oficjalne otwarcie nastąpiło w 1959. W nazwie ogrodu upamiętniono José Viera y Clavijo (1731–1813), który był pionierem badań nad szatą roślinną archipelagu. Pierwszym dyrektorem placówki pozostawał do dnia tragicznej śmierci w ogrodzie jego założyciel. Od sierpnia 1974 długoletnim dyrektorem ogrodu był dr David Bramwell. W obrębie placówki działa szereg sekcji: administracyjna, kolekcji roślinnych, usług naukowych, dokumentacji naukowej oraz edukacji i informacji o środowisku.
Ogród jest dostępny bezpłatnie przez cały rok, przez wszystkie dni tygodnia w godzinach od 9.00 do 18.00.

## Części ogrodu
Plaza de Las Palmeras (Plac palm)Plac znajdujący się przy wejściu do ogrodu stanowi kolekcję palm daktylowca kanaryjskiego. Gatunek ten uważany jest za endemiczny dla Wysp Kanaryjskich i spotykany jest na wszystkich siedmiu największych wyspach archipelagu. Na placu eksponowany jest także zbiór rzeźb kanaryjskiego artysty – Plácido Fleitas (1915-1972) pt. „Magia de la Naturaleza” („Magia Natury”).
Jardín de las Islas (Ogród Wysp)W centralnej części tej części ogrodu znajduje się rozległy trawnik, na którym pogrupowane są kolekcje prezentujące gatunki charakterystyczne dla poszczególnych Wysp Kanaryjskich. Flora tych wysp licząca łącznie ok. 2000 gatunków składa się z ok. 0,5 tysiąca gatunków endemitów. Prezentowane są tutaj liczne z nich, w tym zwłaszcza z rodziny gruboszowatych (Crassulaceae), bardzo tu zróżnicowanej, poza tym np. z rodzajów lepnica (Silene), gojnik (Sideritis), mlecz (Sonchus), Micromeria. Zgromadzono tu także kolekcję endemitów z wyspy Madera obejmującą takie gatunki jak: Plantago leiopetala, Argyranthemum succulentum, Tolpis succulenta, Helichrysum melaleucum, Helichrysum obconicun, Sinapidendron angustifolium.
Jardín de Suculentas (Ogród sukulentów)Kolekcja składa się z około dwóch tysięcy roślin z grupy sukulentów (roślin gruboszowatych). Rosną tu przedstawiciele afrykańskich i madagaskarskich rodzajów Alluaudia, Pachypodium i reprezentująca ok. stu gatunków kolekcja z rodzaju aloes (Aloe). Znajduje się tu bogaty zbiór przedstawicieli rodzaju wilczomlecz (Euphorbia), w tym wszystkie rodzime dla Wysp Kanaryjskich, liczne gatunki z rodzajów: eszeweria (Echeveria), grubosz (Crassula), haworsja (Haworthia), Stapelia, Caralluma i Huernia. Prezentowany jest tu także bogaty zbiór kaktusowatych z Ameryki Środkowej i Południowej w tym okazałe rośliny z rodzajów: echinokaktus (Echinocactus), ferokaktus (Ferocactus), pałczak (Cereus), kleistokaktus (Cleistocactus) i Myrtillocactus.

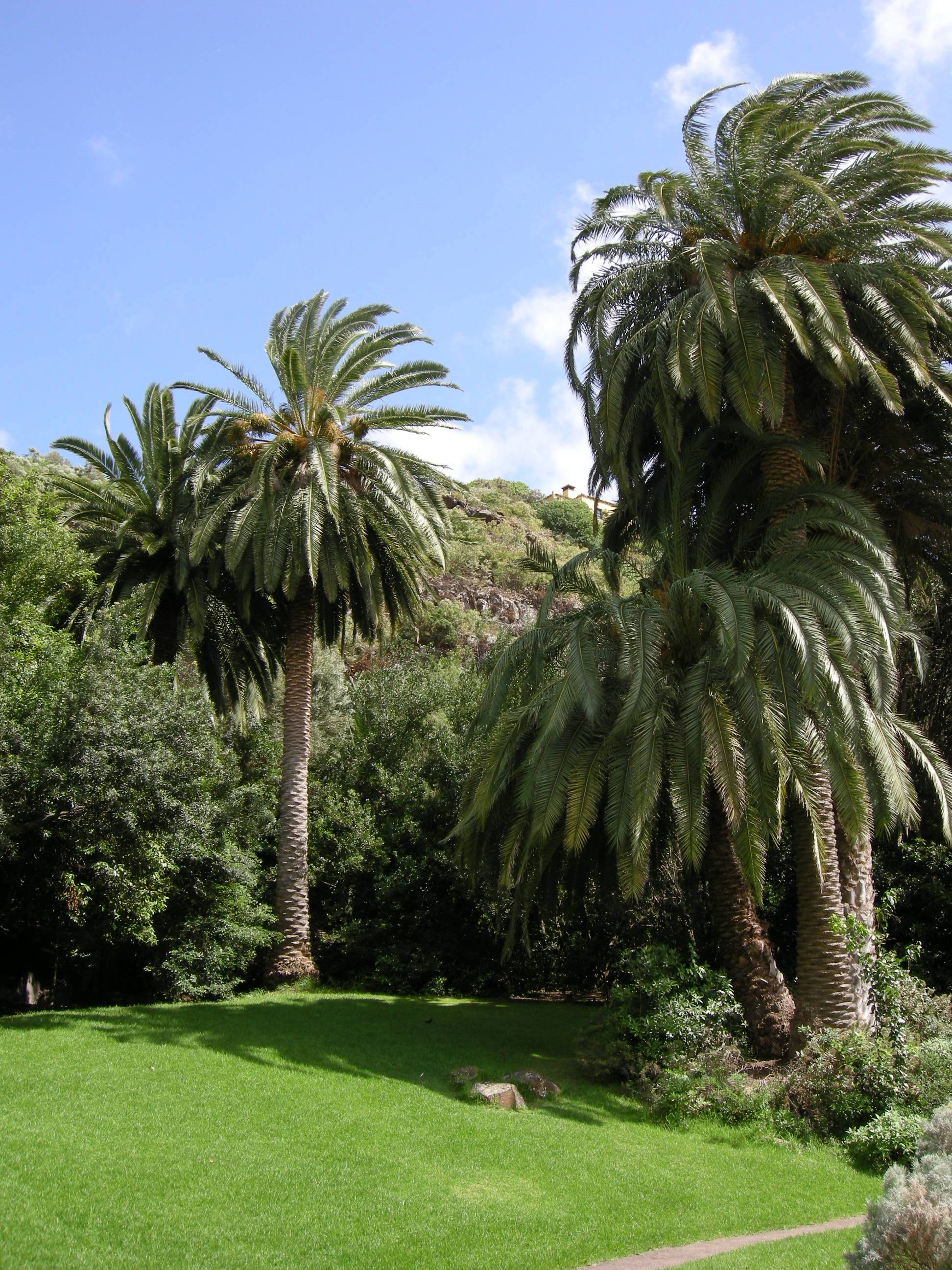
Daktylowce kanaryjskie
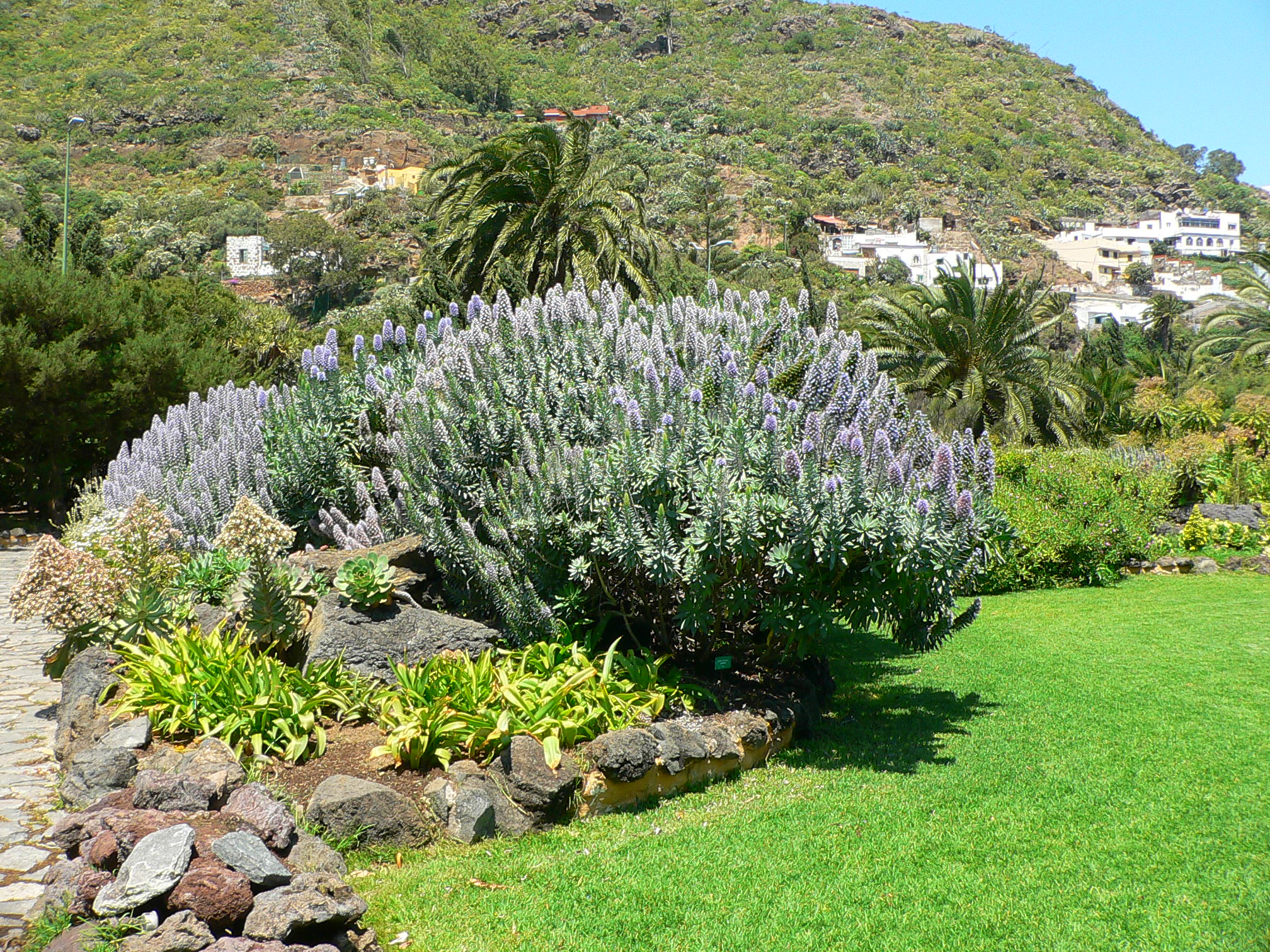
Echium hierrense w Jardín de las Islas
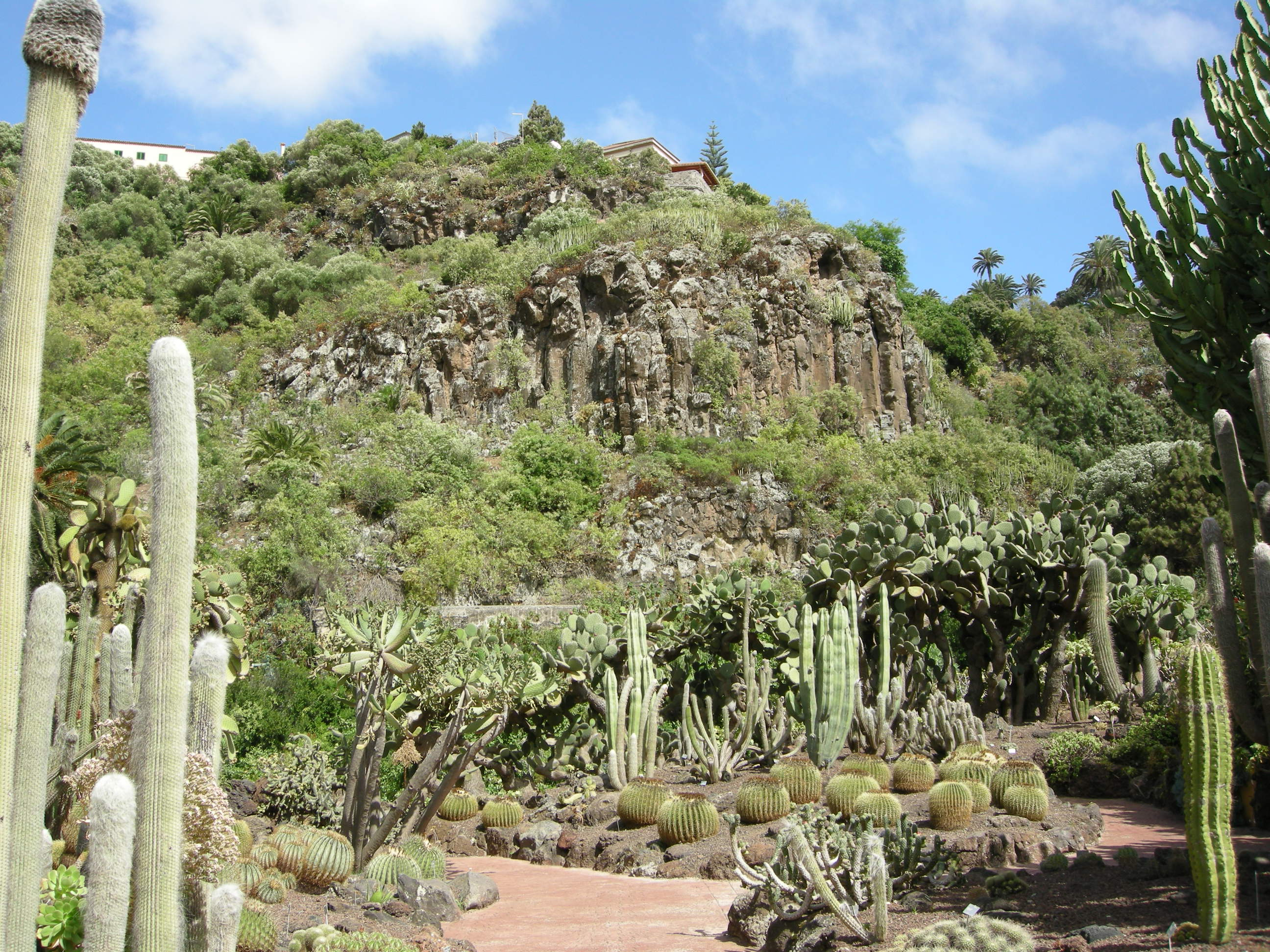
Jardín de Suculentas

Jardín Macaronésico (Ogród makaronezyjski)Część ogrodu przy placu Fernando Navarro, obok szkółek. Rosną tu okazałe draceny smocze (Dracaena draco), dwie grupy z Marcetella moquiniana i Teline nervosa – endemitem Gran Canarii odkrytym w 1973 roku. Prezentowane są tu także drzewiaste zatrwiany z gatunku endemicznego dla Teneryfy – Limonium arborescens i inny endemit tej wyspy – Lugoa revoluta. Spotkać można pochodzące z Madery jałowce z gatunku Juniperus cedrus (różniące się wielkością szyszkojagód od populacji kanaryjskich). Do innych endemitów kanaryjskich prezentowanych w tej części ogrodu należą: Lotus maculatus, Senecio hermosae (z wyspy La Gomera), Onopordon nogalesii (z Fuerteventury), Lavandula buchii.
Invernaderos (Szklarnie)W ogrodzie znajdują się dwie szklarnie – jedna z kolekcją roślin tropikalnych (głównie przedstawiciele rodzajów oplątwa Tillandsia, bromelia Bromelia i rodziny storczykowatych Orchidaceae), druga z kolekcją makaronezyjskich gatunków o specyficznych wymaganiach (np. niekropień właściwy Adiantum capillus-veneris i fiołek wonny odmiany maderskiej Viola odorata ssp. maderensis).
Áreas de Pinar (Las sosnowy)W ogrodzie lasy sosnowe znajdują się na stokach wąwozu w dwóch miejscach. Uprawiana jest w nich sosna kanaryjska – endemit Wysp Kanaryjskich, znany ze skamieniałości z Europy południowej, najbliżej spokrewniony z Pinus roxburghii rosnącą w Himalajach. Sosna ta to najwyższe rodzime drzewo Wysp Kanaryjskich – osiąga zwykle do 30 m, ale zdarzają się okazy 60 metrowe. W borach kanaryjskich sosny są zwykle jedynym gatunkiem drzewiastym, na Teneryfie i La Palma w podszycie rośnie w nich Juniperus cedrus. W ogrodzie, z typowych przedstawicieli runa zbiorowisk sosnowych, oglądać można m.in. Cistus symphytifolius, Isoplexis isabelliana i Lotus spartioides.
La Laurisilva (Las wawrzynowy)Roślinność typowa dla makaronezyjskich lasów wawrzynolistnych znajduje się u podnóża stoku wąwozu. Drzewostan posadzony został w tym miejscu w 1964 roku. W warstwie drzew występuje na wyspach kanaryjskich 18 gatunków tworzących różne kompozycje w zależności od warunków ekologicznych. Typowe dla miejsc bardziej wilgotnych są takie gatunki jak: Persea indica, Ocotea foetens i wawrzyn azorski (Laurus azorica). Suche siedliska zasiedla Apollonias barbujana, Picconia excelsa, Prunus lusitanica, Arbutus canariensis, Visnea mocanera. W kolekcji rosną poza tym Heberdenia excelsa, Ilex perado ssp. platyphylla, Ilex canariensis. Wzdłuż drogi między Fuente de los Sabios (Fontanną Mędrców) i Plaza del Palo Blanco znajduje się kolekcja krzewów typowych dla tej formacji. Rosną tu m.in.: kalina wawrzynowata (Viburnum tinus ssp. rigidum), Gesnouinia arborea, Maytenus canariensis, Erica arborea, Erica scoparia ssp. platycodon i Myrica faya. W wawrzynowym lesie spotkać można poza tym z okazałych roślin: Solanum vespertino, Sambucus palmensis i liczne gatunki żmijowca (Echium), a z bardziej niepozornych, rosnących w runie: Ixanthus viscosos, gojnik (Sideritis spp.), Pericallis spp., bodziszek (Geranium spp.), Isoplexis spp. Typowe pnącza dla tej formacji reprezentują Canarina canariensis, Rubus bollei, Semele androgyna i Convolvulus canariensis.

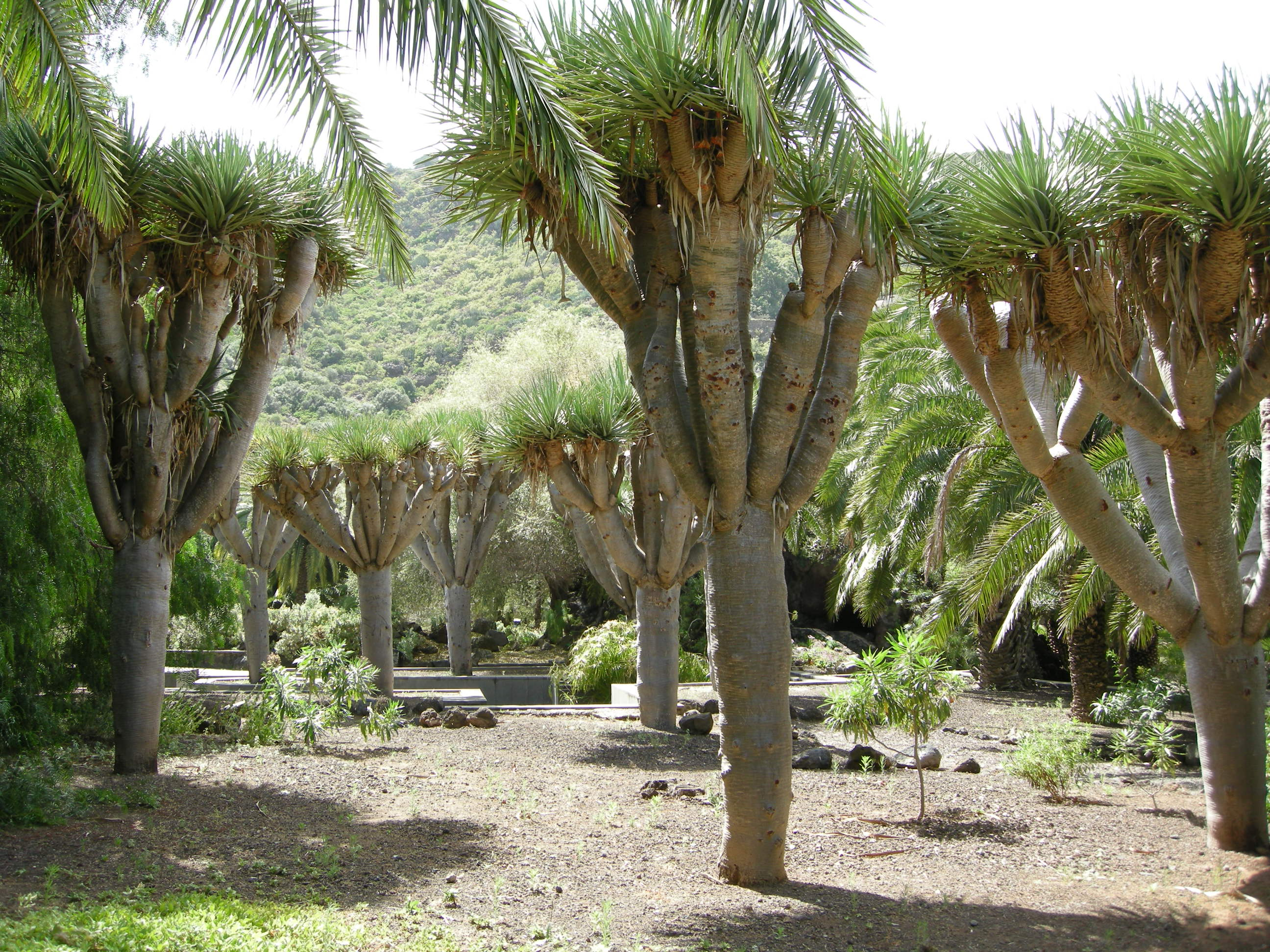
Draceny smocze
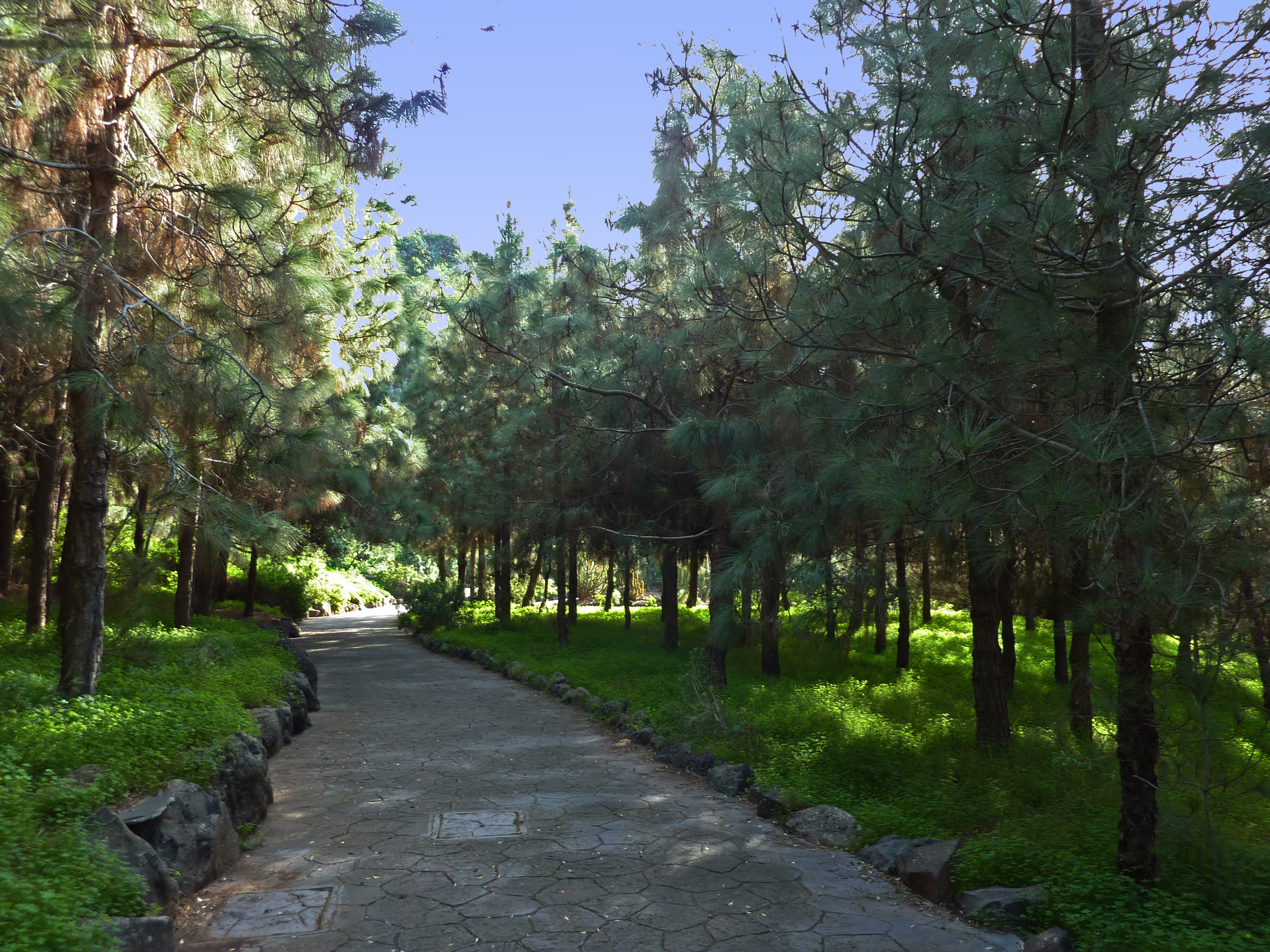
Las sosnowy Áreas de Pinar
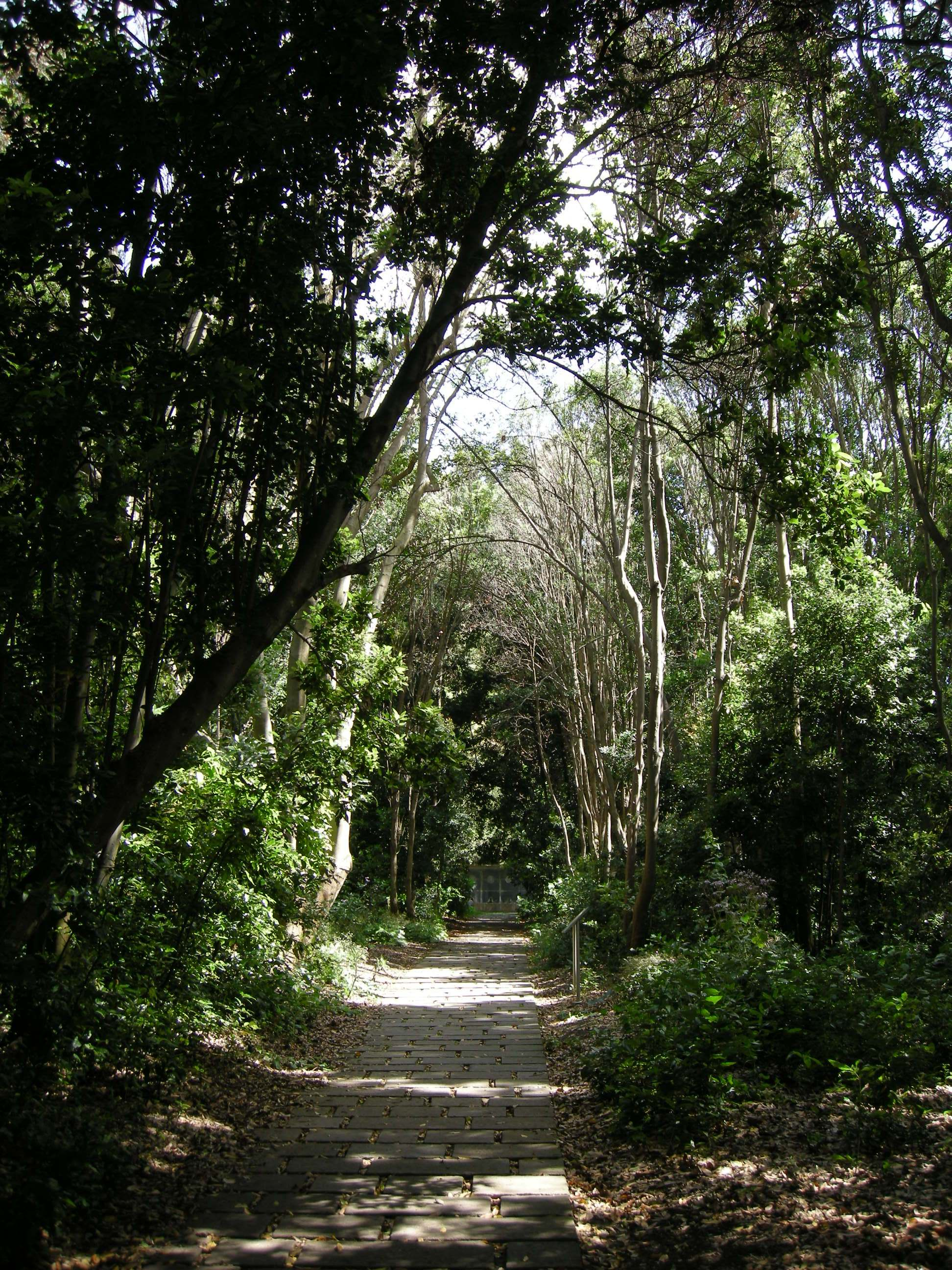
Las wawrzynowy

Zonas Bajas y de Costa (Strefa wybrzeża)Kolekcja roślinności typowej dla strefy nadmorskiej znajduje się w dolnej części ogrodu i składa się z dwóch części. Na jednej eksponowane są gatunki słonorośli brzegu morskiego, na drugiej inne gatunki nizin nadmorskich, z formacji zdominowanych przez sukulentowate wilczomlecze Euphorbia balsamifera i Euphorbia canariensis. Zbiorowiska słonorośli związane są z wąskimi pasmami siedlisk kształtujących się w zasięgu wpływu aerozolu morskiego z dużą zawartością soli morskich. Ze względu na intensywne przekształcanie i użytkowanie pasa nadmorskiego niemal wszystkie ze 120 gatunków endemicznych dla wybrzeży kanaryjskich są na liście roślin zagrożonych. Ze względu na wysokie położenie ogrodu (najniższa część znajduje się na wysokości 240 m n.p.m.) nie wszystkie rośliny wybrzeży pozwalają się tu uprawiać. Eksponowane są w ogrodzie m.in. z roślin solniskowych: Convolvulus caput-medusae, Atractylis preauxiana, Euphorbia aphylla i Limonium tuberculatum. Formacje typowe dla nizin nadmorskich zdominowane są przez suchorośla, często o zredukowanych liściach. Z gatunków typowych dla nich rosną w ogrodzie m.in. różni przedstawiciele bylic (Artemisia spp.), mleczów (Sonchus spp.), szparagów (Asparagus spp.), Kleinia neriifolia, Periploca laevigata i Rubia fruticosa.
Bosque Termoesclerófilo (Las zawsze zielony twardolistny)Formacja kształtująca się na Wyspach Kanaryjskich na wysokościach niższych niż zajmowane przez lasy sosnowe na stokach południowych i lasy wawrzynowe na stokach północnych. W ogrodzie znajduje się poniżej budynku restauracji, w pobliżu dna wąwozu. Rosną tu m.in.: oliwka europejska (Olea europaea ssp. cerasiformis), dracena smocza (Dracaena draco), daktylowiec kanaryjski (Phoenix canariensis), Pistacia atlantica, Pistacia lentiscus, Maytenus canariensis, Bosea yervamora i liczne krzewy takie jak Convolvulus floridus, Marcetella moquiniana, jałowiec fenicki (Juniperus phoenicea), Hypericum canariense, Lavatera acerifolia, Lavatera phoenicea, Rhamnus crenulata, Jasminum odoratissimum, szypliny (Dorycnium spp.) i ruty (Ruta spp.).
Vegetación Rupícola (Roślinność naskalna)Ze względu na zróżnicowanie i częste występowanie urwisk skalistych o różnej ekspozycji słonecznej i wilgotności – skały Wysp Kanaryjskich stanowią siedlisko bardzo bogatej flory. W ogrodzie rośliny naskalne eksponowane są na skalnej ścianie wąwozu Guiniguada, wzdłuż której prowadzi kilka ścieżek. Podziwiac tu można liczne gatunki typowe dla Wysp Kanaryjskich z rodzajów eonium (Aeonium), mlecz (Sonchus), gojnik (Sideritis), zatrwian (Limonium), modrak (Crambe), Cheirolophus i Pericallis. Przy stworzonym tu wodospadzie powstały warunki mikrosiedliskowe sprzyjające uprawie Sventenia bupleuroides – endemitu wyspy Gran Canaria. W tej części ogrodu przy plaza de Viera y Clavijo znajduje się popiersie patrona ogrodu. Na szczycie skalnego urwiska znajduje się punkt widokowy, z którego można podziwiać panoramę ogrodu.

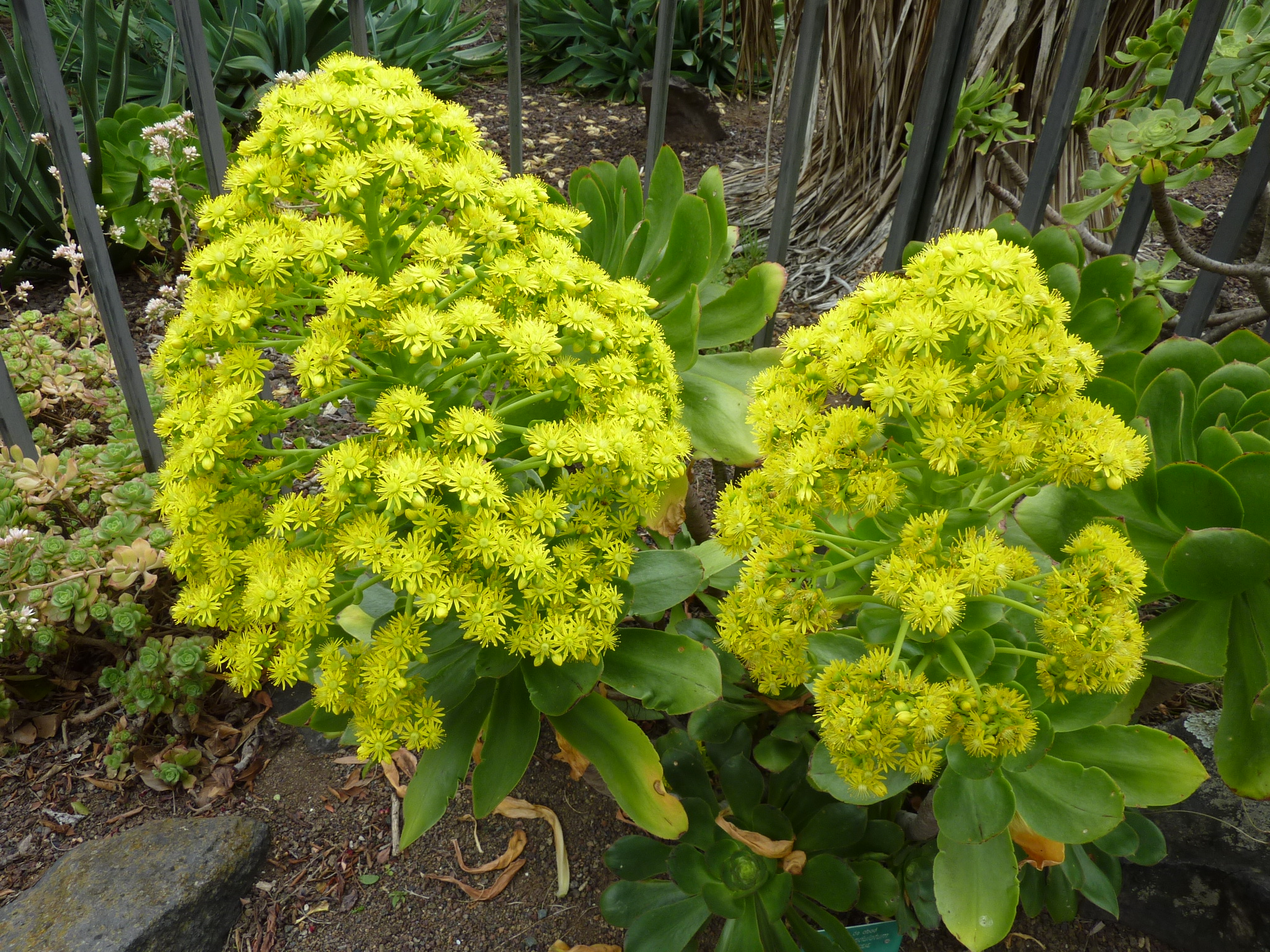
Aeonium undulatum
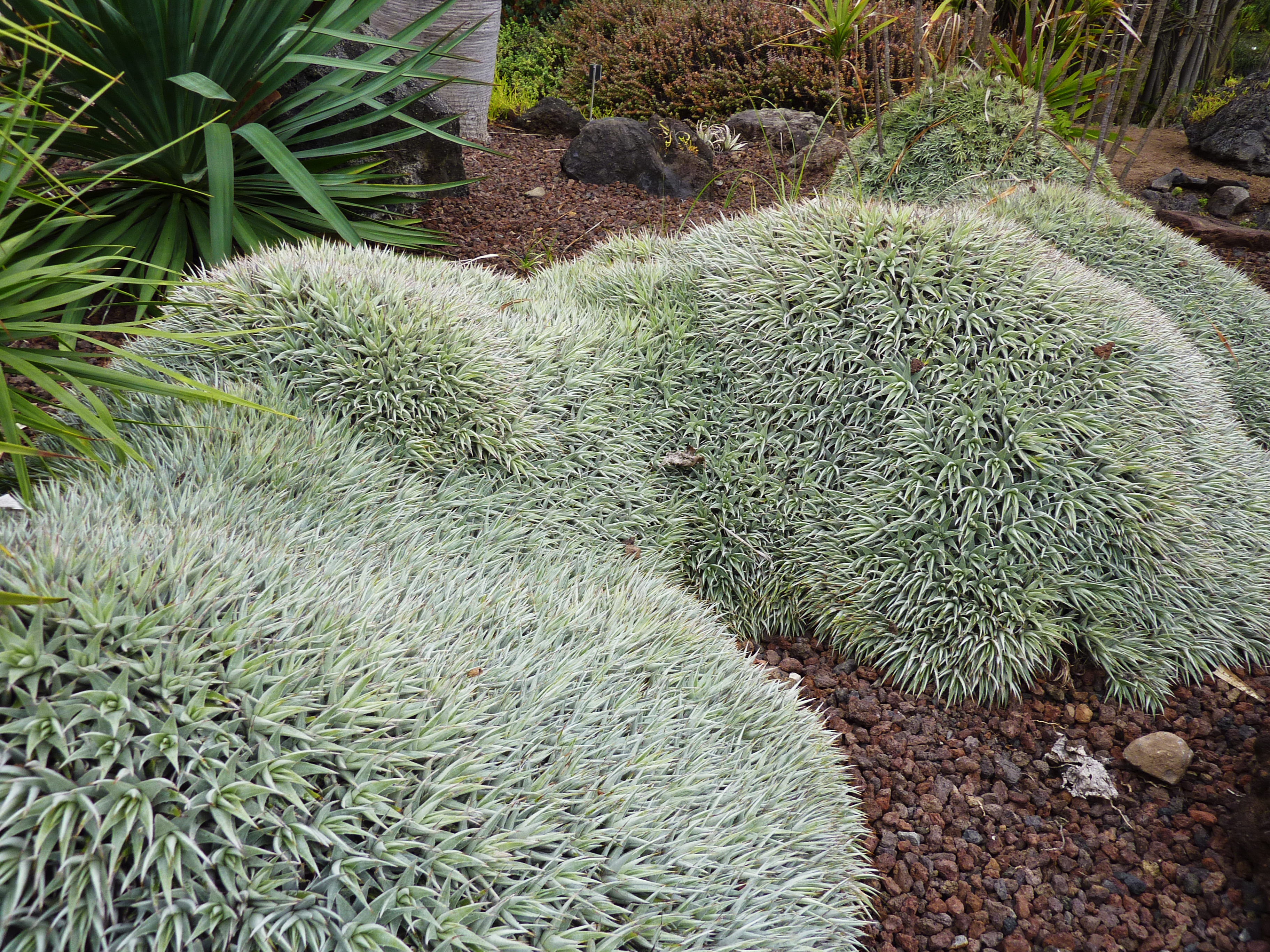
Deuterocohnia brevifolia
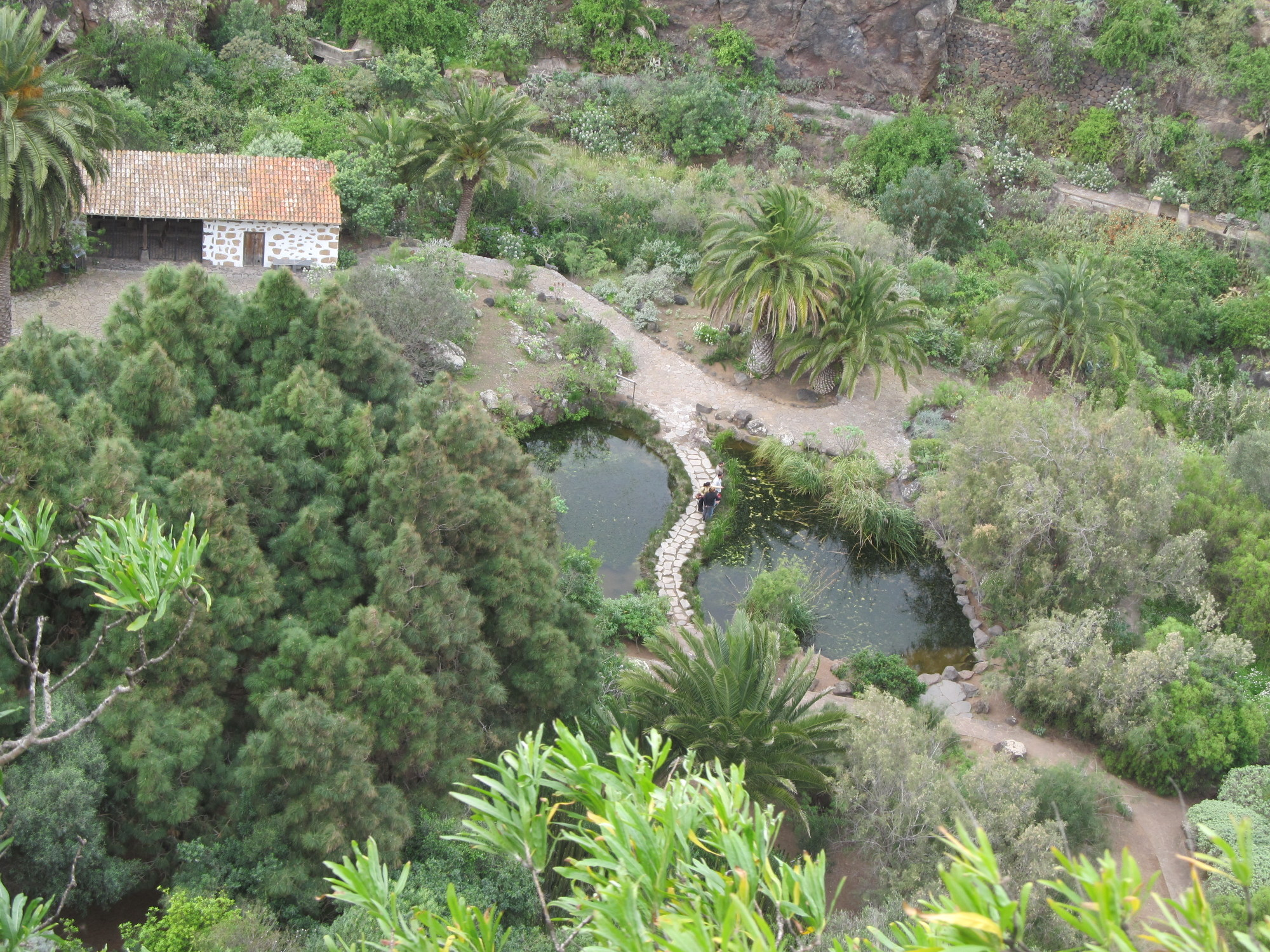
Widok na ogród ze szczytu wąwozu

## Działalność
Poza eksponowaniem i popularyzacją walorów przyrodniczych Wysp Kanaryjskich, placówka prowadzi działalność naukową i z zakresu czynnej ochrony przyrody. W ogrodzie gromadzone są poza roślinami rosnącymi w gruncie także zasoby gatunków zagrożonych i endemicznych dla Wysp w postaci nasion (w banku genów). Pracownicy ogrodu zajmują się także badaniem populacji dziko żyjących i wykonywaniem ochrony czynnej. Placówka wyposażona jest w laboratoria umożliwiające badania z zakresu palinologii, cytogenetyki i biologii rozwoju. Są one wyposażone w odpowiedni sprzęt naukowy, w tym elektronowy mikroskop skaningowy. Prowadzone są badania nad kulturami tkanek roślinnych, dzięki czemu z tkanek twórczych roślin gatunków zagrożonych uzyskiwane są nowe rośliny, co pozwala m.in. zachować gatunki praktycznie już wymarłe w naturze. W ogrodzie znajduje się biblioteka gromadząca specjalistyczne czasopisma i publikacje naukowe. Od 1976 do 2008 roku w ogrodzie wydawane było własne czasopismo naukowe Botánica macaronésica (ISSN 0211-7150) prezentujące wyniki badań nad szatą roślinną Wysp Kanaryjskich. Ogród prowadzi także aktywną działalność dydaktyczną – organizowane są zajęcia dydaktyczne dla uczniów szkół różnych poziomów i przedszkoli, prowadzona jest działalność dokształcająca dla nauczycieli, przygotowywane są materiały edukacyjne i wystawy.